# هيلي دوق
هيلي دوق (بالإنجليزية: Hailey Duke)‏ هي متزحلقة أمريكية، ولدت في 17 سبتمبر 1985 في سون فالي في الولايات المتحدة. هي متزلجة جبال الألب تزلجت إلى الولايات المتحدة في دورة الألعاب الأولمبية الشتوية لعام 2010.

## وصلات خارجية
- الموقع الرسمي
- هيلي دوق على موقع الاتحاد الدولي للتزلج (التزلج على المنحدرات الثلجية) (الإنجليزية)
- هيلي دوق على موقع أوليمبيديا (الإنجليزية)